# Gallery MOMO
Galería MOMO es una galería de arte contemporánea sudafricana, el cual representa artistas sudafricanos e internacionales en sus espacios de exposición en Johannesburgo y Ciudad de Cabo.

## Historia
Galería MOMO se fundó en Johannesburgo en 2002 por el comerciante de arte sudafricano y coleccionista, Monna Mokoena. En 2015, la organización abrió una segunda rama en Ciudad de Cabo.
El escrito en Arte y la Economía Global, el autor Kai Lossgott identificó Galería MOMO en 2017, como la única galería negra del sur de África, relató que había allanado el camino para el regreso de Sudáfrica a la Bienal de Venecia. En 2018, Ishani Chetty, escribió para la sección estilo de vida de la revista CapeTown Etc, donde calificó a la Galería MOMO como uno de los cinco lugares para visitar sobre arte local.

## Exhibiciones
Desde su fundación, Galería MOMO ha establecido un programa extenso de exhibir trabajo nuevo individual y exposiciones colectivas por artistas sudafricanos e internacionales. Según el Tiempo irlandés, desde el 2006 este espacio de Johannesburgo obtuvo una reputación para descubrir talento africano e internacional nuevo. Entre los acontecimientos más tempranos de la galería en el 2003 fue la presentación de la exposición El Siglo de las Luces por el pintor sudafricano, Johannes Phokela. En el año 2010, la galería continuó como sede de exposiciones de artistas como el escultor sudafricano, Mary Sibande, el pintor alemán, Ransome Stanley y la fotógrafa estadounidense Ayana V. Jackson. La galería también participa en ferias de arte internacional, incluyendo el Joburg Feria de Arte, la Feria de Arte de Ciudad de Cabo y la Feria de Arte de Londres.

## Lista de artistas representados
- Dillon Pantano (b. 1981)
- Mary Sibande (b. 1982)
- Robert Pruitt (b. 1975)
- Jonathan Freemantle (b. 1978)
- Andrew Tshabangu (b. 1966)
- Vitshois Mwilambwe Bondo (b. 1981)
- Ransome Stanley (b. 1975)
- Kimathi Donkor (b. 1965)
- Joel Mpah Dooh
- Raél Salley[10]